# Мала Раковица
Мала Раковица е село в Западна България. То се намира в община Божурище, Софийска област.

## География
Село Мала Раковица се намира в планински район, в полите на Северозападна Люлин планина. Намира се на 11 km западно от гр. Банкя и на 26 km от столицата гр. София. Пътят от гр. Банкя е асфалтиран до Клисурски манастир Света Петка и намиращата се там вилна зона "Витошица", откъдето следват 2 км черен път през вилната зона до селото. В близост, посока връх Форта, се намира вилна зона "Вировете", военно поделение и парк "Шопска етнографна област". От село Мала Раковица има черен път до с. Златуша, с. Радуй и пернишките села Мещица и Расник. В района на село Мала Раковица и в посока съседните села и вилни зони са разположени местностите Остри връх, Орлов камък, Суровище, Градище, Равнище, Дълга ливада, Станкова ливада, Воденичарски път, Побит камък, Стубел, Райни падини, Свети Спас и др. В селото има няколко махали, в една от тях - Колината махала, се сливат два от началните притоци на река Беличка. Общо в района притоците на река Беличка са три. Един от притоците на реката извира при връх Форта, а други два - в района на Клисурски манастир и връх Остри връх, като единият от тях е бил наречен "Света вода" и се е смятало, че водата в него е много полезна. Има неактивен в момента каптаж "Шопка". 

## История
На времето, в близката местност Суровище под връх Остри връх, са били заселени няколко рода от село Голяма Раковица, община Елин Пелин, откъдето идва името на селото сега - Мала Раковица. Тогава хората заживели в землянки, а по-късно слезли към селото и се установили там. След 1900г и в по-късно време в селото се наброявали около 40 къщи и са живели около 400 души. Основеният поминък е бил животновъдството и за определен период от време е съществувало ТКЗС с конюшня, чиито останки все още стоят. Били са отглеждани в селото основно едър, дребен рогат добитък, коне, свине и домашни птици. Гористите сега местности в миналото са били ниви, на които са идвали да работят жени от Трънско и други области в страната и често са се задомявали в селото.
Някога в района на селото са преминавали търговци и пътници по път, част от търговския маршрут Перник-Брезник-Черна гора.
В селото има запечатан бункер с подземие и на хълм Градище има стари военни окопи. Мъжете от селото през годините са били участници през различните войни. 
Преди 2000 г. в селото функционира централно водоснабдяване и общ магазин, които сега не са налични. 

## Религии
- Източно-православна

## Културни и природни забележителности
В местност Равнище - като най-равно място в района, местните младежи са се събирали и са играели футбол преди 80-те.
В района има три оброчищни кръста, които са били използвани в миналото при християнски тайнства и ритуали. На Спасов ден хората са се събирали при един от тях, за да правят помени, Елеосвещение (Маслосвет), курбан и др.обреди.  
Във вилна зона "Вировете" има една чешма, а долу в селото има други две, които се използват за питейни нужди. В по-старо време е имало известни на местните жители много извори, течащи директно от скалите. В селото има стари мостове над реката, които се нуждаят от реставрация. 
Легендите, предадени от местни жители гласят, че в древността е имало голяма римска къща и помощни постройки към нея в центъра на селото, а в по-късен период са били заселени хора от турска фамилия. В селото се е намирал голям кладенец, в който се е удавила невестата на турския бей и бил наречен по тази причина "Булин кладенец". 
В миналото в т. нар. място "Гувна" са се провеждали специализирани народни борби между пехливани.
Манастирът „Света Петка“ е забележителност близо до селото. Това е голям реконструиран манастир, който е посещаван от много софиянци и жители на гр. Банкя. 

## Други
Къщите в селото имат собственици и някои се ползват целогодишно, но има и къщи за реставрация. Голямата част от ливадите наоколо са частна собственост. 
Лятото е много приятно за пикници и разходки по местните тучни ливади и гористи местности с хладни сенки. Преходите до Остри връх, местността „Вировете“, „Двата кладенци“, „Дълга ливада“ и др.. са леки. Районът е екологичен, богат на различни видове диви животни, растения и билки. Към момента няма развито сериозно земеделие и не се използват агротехнически мерки и средства. Мястото е подходящо за еко- и вело- туризъм, харесвано е за семейни разходки и отдих сред природата, както и се използва от ловни дружинки през ловния сезон. 